# Hazel Dawn
Hazel Dawn (23 de marzo de 1890-23 de agosto de 1988) fue una actriz estadounidense que trabajó en el teatro y en el cine mudo, y posteriormente en el cine sonoro y la televisión. Nació en Ogden (Utah), y su verdadero nombre era Hazel Tout. Su padre era mormón.

## Carrera teatral
Su familia se trasladó a Gales cuando tenía ocho años de edad, y su padre trabajó allí como misionero. Dawn estudió violín y canto en Londres, París, y Múnich, y quedó especialmente impresionada por la atención prodigada por los profesores con los que estudió en París. Por otra parte, su hermana llegó a ser cantante del Teatro Nacional de la Opéra-Comique de París. 
Ella conoció al productor Ivan Caryll en una reunión en Londres. Caryll le sugirió el nombre de Hazel Dawn, pues consideraba Tout como imposible. Dawn también conoció al compositor Paul Rubens que le ofreció un papel en Dear Little Denmark, en el Teatro Príncipe de Gales (1909), donde hizo su debut teatral. Después brilló en The Balkan Princess en 1910, en el papel de Olga. Consiguió un gran éxito en Europa y los Estados Unidos con su actuación en The Pink Lady, de Ivan Caryll (1911). La función se mantuvo tres años e hizo famosa a Dawn, a pesar de no ser ella la estrella. En la producción ella lanzó el tema musical My Beautiful Lady, que cantaba y acompañaba con su violín.
The Little Cafe (1913) fue producido por el Teatro New Amsterdam y adaptada de un libro de C.M.S. McLellan. Un crítico encontró la obra de menor calidad, comparada con The Pink Lady, pero disfrutó con la canción Just Because It's You. Dawn la interpretaba en el tercer acto. The Little Cafe era un lugar de París en el que se juntaba la gente para admirar la belleza de la hija del propietario.
Bajo la dirección de John C. Fisher, Dawn trabajó en la opereta The Debutante (1914), en el National Theater en Washington D. C. Harry B. Smith escribió el libro y la adaptación teatral. La opereta estaba ambientada en Londres y París, y Dawn era una joven americana persuadida por un noble que iba tras la fortuna de ella. Ella tocaba el violín en una escena localizada en París. En diciembre actuó con The Debutante en el Teatro Knickerbocker.

## Cine

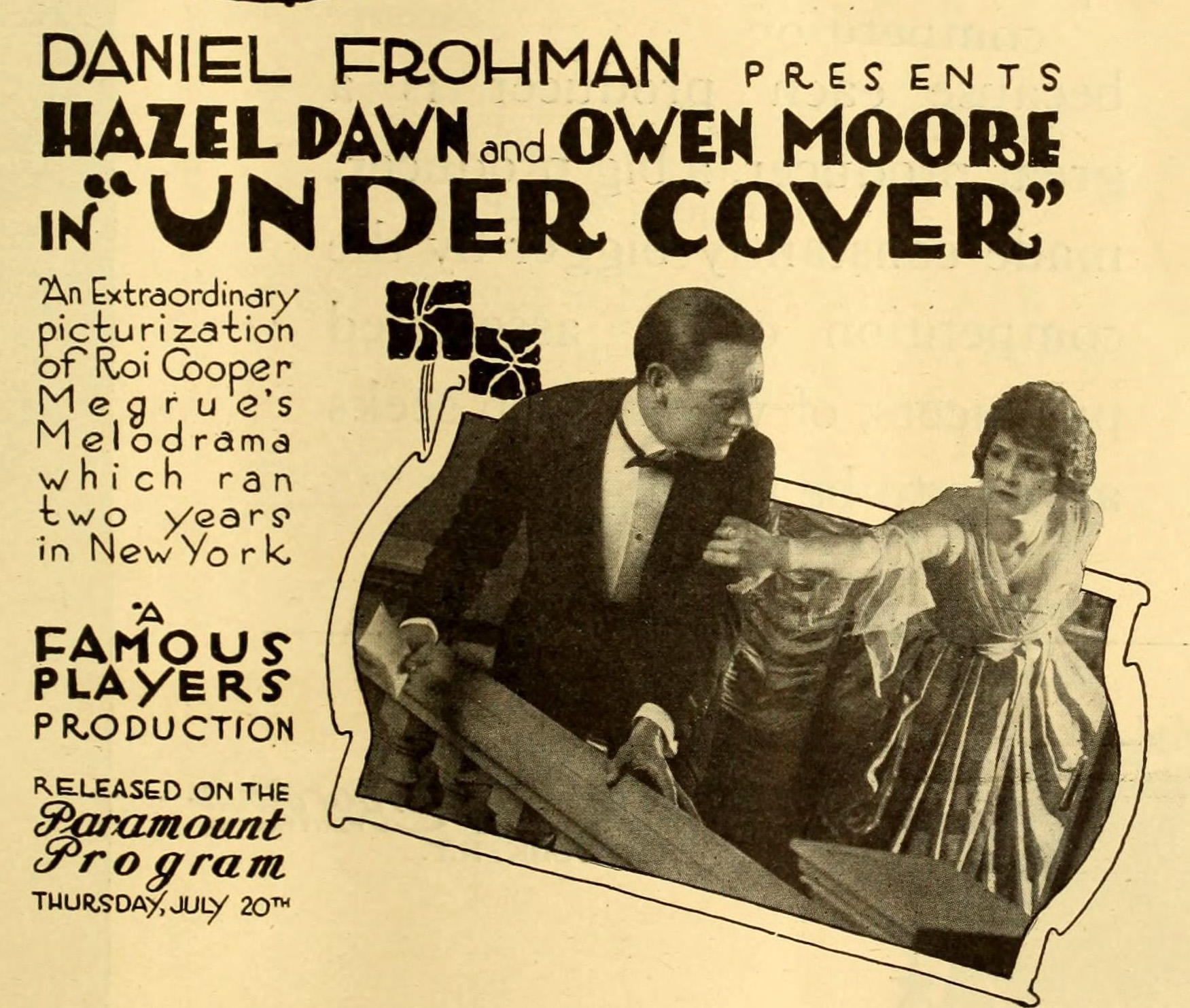
Under Cover (1916)

Debutó en el cine con el papel de Kate Shipley en One of Our Girls (1914). Su asociación con la compañía Famous Players-Lasky se inició con esta película. A este papel le siguieron otros en Niobe (1915), Clarissa (1915), y The Masqueraders (1915). Niobe fue la versión cinematográfica de una obra escrita por Harry y Edward S. Paulton. Rodó The Fatal Card (1915) con Paramount Pictures. Dawn fue una detective en My Lady Incog (1916), película que aunaba el misterio, la comedia y el romanticismo. En The Lone Wolf (1917) actuó junto a Bert Lytell, en un título que era adaptación de una novela de Louis Joseph Vance. El productor Herbert Brenon fue el responsable de la misma.

## Vida personal
En 1927 se casó con un ingeniero de minas de Montana, Charles Gruwell, uno de los hombres más ricos del oeste de los Estados Unidos. Tras ello dejó su carrera, aparte de una actuación para el teatro en Wonder Boy (1931). Tras la muerte de Gruwell en 1941, Dawn trabajó en el departamento de casting de la agencia de publicidad de J. Walter Thompson. Se retiró de este trabajo en 1963. 
Hazel Dawn falleció en casa de su hija en Manhattan (Nueva York) en 1988, a los 98 años de edad.